# Bothmerstraße 3 (München)

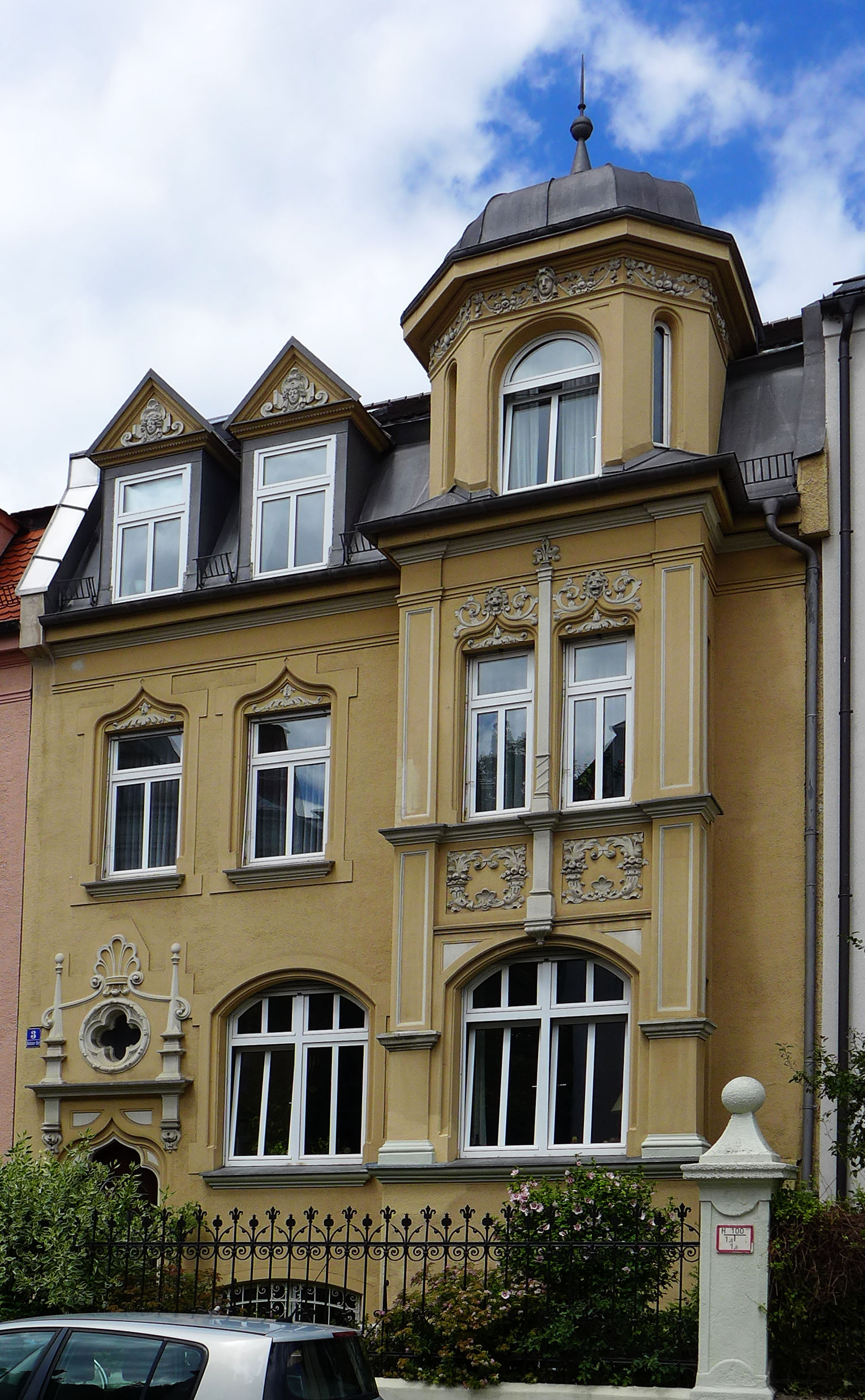
Haus Bothmerstraße 3 in München-Neuhausen

Das Haus Bothmerstraße 3 ist ein denkmalgeschütztes Mietshaus im Münchner Stadtteil Neuhausen.
Das dreigeschossige Haus im Stil der deutschen Renaissance wurde um 1900 errichtet. Der Erker über alle drei Geschosse wird von einer Haube mit Dachknauf bekrönt. Die Fassade ist reich mit Stuckverzierungen geschmückt.